# キリストの十字架降下 (フラ・アンジェリコ)
『キリストの十字架降下』（キリストのじゅうじかこうか、伊: Deposizione、英: Deposition of Christ）は、1432年から1434年の間に制作された、初期イタリア・ルネサンスの巨匠フラ・アンジェリコによるキリストの「十字架降下」の祭壇画である。本来、フィレンツェのサンタ・トリニタ教会のストロッツィ礼拝堂のためにフラ・アンジェリコの師であったロレンツォ・モナコが着手した作品であるが、その死によりフラ・アンジェリコが制作を引き継ぎ、完成させた。この作品によって、フラ・アンジェリコは当時のフィレンツェで最も想像力豊かな画家としての地位を確立した。現在、フィレンツェのサン・マルコ美術館に収蔵されている。

## 作品
ジョルジョ・ヴァザーリは、作品を「聖人、または天使によって描かれた」と定義した。この作品に着手していたロレンツォ・モナコが亡くなった時、完成していたのは作品上部の尖頂形の部分と裾絵 (ともに本画像にはない) だけであった。フラ・アンジェリコにより仕上げられた祭壇画は、ロレンツォ・モナコとも、フラ・アンジェリコが傾倒していたジェンティーレ・ダ・ファブリアーノの作品とも違う、まったく新しい様式の作品であった。当時は主題そのものが珍しかったので、フラ・アンジェリコはそもそも前例を手本とする必要がなかった。
画家は相反する様々な要素を融合させることに成功している。画面は鮮やかな色彩で輝いているが、薄暗い礼拝堂に置かれていたので、その明るく光り輝く色彩は人々に深い印象を与えた。従来の金地背景ではなく、雲が浮かぶ広々とした青空が背景に描かれることで、光に満ちた空間の印象が一層強められている。なお、色彩の効果を高めるために、フラ・アンジェリコは聖人たちの頭部についている光輪をできるだけ小さくした。
絵画には空間としての一貫性が見て取れる。それは、幾何学遠近法よりも、遠くにあるものをぼんやりと色調を弱めて描く空気遠近法を用いているからである。この空気遠近法により空間の奥行きが示されている。遠景に描かれているのはトスカーナ地方の丘で、当時の人々は忠実に再現された、なじみの深い風景に感嘆した。
作品が描くイエス・キリストは数人の人々に支えられている。その身体は木の像のように見え、肌はくすんだ緑色で、顔には表情がまったくない。それとは対照的に、周囲を囲む人々は様々に悲しむ様子を示している。マグダラのマリアがキリストの足を持っているが、これは人間の悔い改めの象徴である。福音書記者聖ヨハネは勇敢にキリストを見つめている。赤い帽子をかぶった右側の人物像は、情熱と犠牲の象徴である十字架の釘と茨の冠を示している。